# CKay
Chukwuka Ekweani (Kaduna, 16 de julio de 1995), más conocido como CKay, es un cantautor y productor discográfico nigeriano.
Si bien comenzó su carrera artística en 2016, fue en 2019 cuando, mediante su sencillo Love Nwantiti («Un poco de amor», en idioma igbo), parte de su álbum «CKay The First», alcanzó su fama internacional más significativa.
El 29 de marzo de 2022, la canción debutó en el número uno, luego del lanzamiento de la lista Billboard Afrobeats. El 9 de mayo de 2022, se convirtió en la primera canción africana en superar los mil millones de reproducciones en Spotify y desde entonces ha sido considerada «el mayor éxito en la historia (musical) de África».
Otras de sus canciones más conocidas son Mmadu (también del álbum «CKay The First»), Hallelujah, Emiliana (del álbum Sad Romance) o Nwayi. Esta última, su más reciente obra presentada a mediados de junio de 2023.

## Vida personal
CKay nació en Kaduna, Estado de Kaduna (Nigeria); es descendiente del pueblo igbo, una de las etnias más extendidas en África.
Su amor por la música fue impulsado por su padre, quien era director de un coro en su iglesia local.[7] Mientras crecía, lo conmovieron los instrumentos musicales,[7] lo que lo impulsó a aprender a tocar el piano con su padre.[8]
Posteriormente, un amigo le presentó el software de producción Fruity Loops.[8] Chukwuka comenzó su carrera musical como miembro de una banda, compuesta por él y otros dos músicos[7] antes de comenzar su carrera en solitario como «CKay» en 2016.